# Waterfall Gully
Waterfall Gully est un quartier d'Adélaïde en Australie. Il est situé au pied de la chaîne du Mont-Lofty et tire son nom de la cascade First Falls qu'elle abrite.